# Live It Up (utwór muzyczny Yüksek Sadakat)
Live It Up – singel tureckiego zespołu muzycznego Yüksek Sadakat napisany przez basistę grupy Kutlu Özmakinaciego i Ergüna Arsala oraz wydany w lutym 2011 roku.
W 2011 roku utwór reprezentował Turcję podczas 56. Konkursu Piosenki Eurowizji organizowanego w Düsseldorfie.  10 maja utwór został zaprezentowany przez zespół w pierwszym półfinale widowiska i zajął ostatecznie 13. miejsce z 47 punktami na koncie, przez co nie zakwalifikował się do finału.

## Lista utworów
CD single
1. „Live It Up” – 3:00
2. „Live It Up” (Rueben De Lautour Remix) (Radio Edit) – 3:27
3. „Live It Up” (Rueben De Lautour Remix) (Extended Mix) – 5:43
4. „Live It Up” (West Coast Mix) – 2:57
5. „Live It Up” (Kareoke Version) – 2:59